# سكوت نيدرماير
سكوت نيدرماير (من مواليد 31 أغسطس 1973) هو لاعب هوكي جليد كندي سابق يلعب كمدافع، ويعمل حاليًا كمدرب مهام خاصة لفريق أناهايم دكس. لعب 18 موسمًا وخاض أكثر من 1000 مباراة في دوري الهوكي الوطني مع فريقي نيوجيرسي ديفلز وأناهايم دكس. نيدرماير هو بطل كأس ستانلي أربع مرات وشارك في خمس مباريات من مباريات نجوم دوري الهوكي الوطني. فاز بجائزة جيمس نوريس التذكارية في موسم 2003-2004 كأفضل مدافع في الدوري، وجائزة كون سميث في عام 2007 كأفضل لاعب في التصفيات. في عام 2017، اُختير كواحد من أفضل 100 لاعب في تاريخ دوري الهوكي الوطني.